# Manuel Tomás de Saboya-Carignano
Manuel Tomás de Saboya-Carignano (París, 8 de diciembre de 1687 - Viena, 28 de diciembre de 1729), fue príncipe de Saboya y III conde de Soissons desde 1702 hasta su muerte.

## Vida
Hijo de Luis Tomás y Uranie de La Cropte de Beauvais, su tío fue el famoso general Eugenio de Saboya.
Como su padre, desde muy joven decidió entrar al servicio del ejército imperial con el que participó en la guerra de sucesión española, poniéndose del lado de los Habsburgo.
Se casó en Viena el 24 de octubre de 1713 con la princesa María Teresa de Liechtenstein (11 de mayo de 1694 - Viena, 20 de febrero de 1772), duquesa de Troppau, con quien tuvo a su hijo Eugenio Juan Francisco (1714 † 1734), conde de Soissons y duque de Troppau.
El año anterior había obtenido del emperador Carlos VI la condecoración de la Orden del Toisón de Oro, uno de los primeros caballeros nombrados por el nuevo emperador.
Luego fue nombrado gobernador de la ciudad de Amberes y el 13 de mayo de 1716 obtuvo el mando de un regimiento de coraceros. El 18 de octubre de 1723 fue ascendido al rango de mariscal de campo.
A su muerte fue sucedido por su único hijo Eugenio Juan Francisco (1729-1734).